# Cardiobacteriaceae
Cardiobacteriaceae bilden eine Familie der Proteobacteria. Die Art Cardiobacterium hominis ist ein gelegentlicher Bewohner der menschlichen Atemwege und wurde mit Endokarditis in Verbindung gebracht. Suttonella ornithocola ist Auslöser einer Lungenentzündung bei Blaumeisen.

## Merkmale
Bei den Arten von Cardiobacteriaceae handelt es sich um gramnegative fakultative anaerobe Bakterien. Die stäbchenförmigen Zellen der einzelnen Arten erscheinen meist als Paare oder Ketten. Auch eine Bildung von Rosetten kann auftreten. Sie besitzen keine Geißeln. Bei einigen treten Pili auf. Hierbei handelt es sich um Typ IV-Pili (N-Methylphenylalanin-Pilus-Klasse), sie können sich hiermit auf festen Untergrund „zuckend“ fortbewegen (engl. twitching motility). Das Wachstum in Medien ist eher langsam. Der Stoffwechsel ist fermentativ. Alle Arten sind chemoorganotroph, sie benötigen organische Stoffe wie z. B. Glukose zur Ernährung.

## Merkmale der einzelnen Gattungen
Cardiobacterium: Im September 2022 zählten zwei Arten zu dieser Gattung, Cardiobacterium hominis und C. valvarum. Die erste Beschreibung der Typusart von Cardiobacterium erfolgte wahrscheinlich bei einer Untersuchung der Endokarditis (Herzinnenhautentzündung) im Jahre 1962, das noch nicht näher identifizierte, der Gattung Pasteurella ähnelnde (Pasteurella-like) isolierte Bakterium wurde zunächst von der Centers for Disease Control and Prevention zu „Group II D“ gestellt und 1964 schließlich Cardiobacterium hominis genannt. Diese Bakterienart ist pleomorph. Wie bei Suttonella sind die Zellen stäbchenförmig mit abgerundeten Enden. C. hominis scheint ein ungefährlicher Bewohner des Nasenraums von Menschen zu sein, ist aber in seltenen Fällen der Erreger der bakteriellen Endokarditis.
Dichelobacter: Die einzige Art dieser Gattung, Dichelobacter nodosus, wurde im Jahr 1941 entdeckt und beschrieben. Dieses Bakterium ist der Erreger der Moderhinke (auch Schafpanaritium genannt) bei Schafen. Die Zellen sind lange, gerade oder leicht gekrümmte Stäbchen. Das Bakterium wird routinemäßig in reichhaltigem Medium gezüchtet und es ist wenig über die spezifischen Wachstumsanforderungen oder den Stoffwechsel bekannt.
Suttonella: Hierzu zählen 2 Arten, Suttonella indologenes und S.  ornithocola. Die langen, geraden, stäbchenförmigen Zellen von Suttonella indologenes besitzen abgerundete Enden. Über das Bakterium als Krankheitserreger ist wenig bekannt, es wurde bei Augenentzündungen und auch bei Endokarditis gefunden. Die Art Suttonella ornithocola ist capnophil („kohlendioxid-liebend“), gutes Wachstum erfolgt bei einem CO2-Gehalt von 5 %. Das Niedersächsische Landesamt für Verbraucherschutz und Lebensmittelsicherheit konnte 2020 nachweisen, dass die Art Suttonella ornithocola für den gehäuften Tod von Blaumeisen verantwortlich ist. Der Erreger führt zu einer Lungenentzündung.

## Systematik
Die Familie Cardiobacteriaceae zählt zu der Ordnung der Cardiobacteriales. Hierzu wird zusätzlich noch die 2021 aufgestellte Familie Ostreibacteriaceae gestellt.
Aufgrund von 16S-rRNA-Analysen und des GC-Gehaltes wurde Kingella indologenes aus der Familie Neisseriaceae in Suttonella indologenes und Bacteroides nodosus (Bacteroidaceae) in Dichelobacter nodosus umbenannt und zusammen mit Cardiobacterium hominis zu der Familie Cardiobacteriaceae gestellt. Folgenden Gattungen und Arten wurden im Juli 2018 der Familie Cardiobacteriaceae zugeordnet:
- Cardiobacterium Slotnick and Dougherty 1964
  - Cardiobacterium hominis Slotnick and Dougherty 1964 
  - Cardiobacterium valvarum Han et al. 2004 emend. Han and Falsen 2005

- Dichelobacter Dewhirst et al., 1990
  - Dichelobacter nodosus (Beveridge 1941) Dewhirst et al. 1990

- Suttonella (Dewhirst et al., 1990)
  - Suttonella indologenes (Snell and Lapage 1976) Dewhirst et al. 1990
  - Suttonella ornithocola Foster et al. 2005

## Synonyme
- Dichelobacter nodosus: Das Basionym ist Bacteroides nodosus (Beveridge 1941) Mraz 1963
- Suttonella indologenes: Das Basionym ist Kingella indologenes Snell and Lapage 1976
- Suttonella avium ist ein Synonym für Suttonella ornithocola